# 蔣宗霸

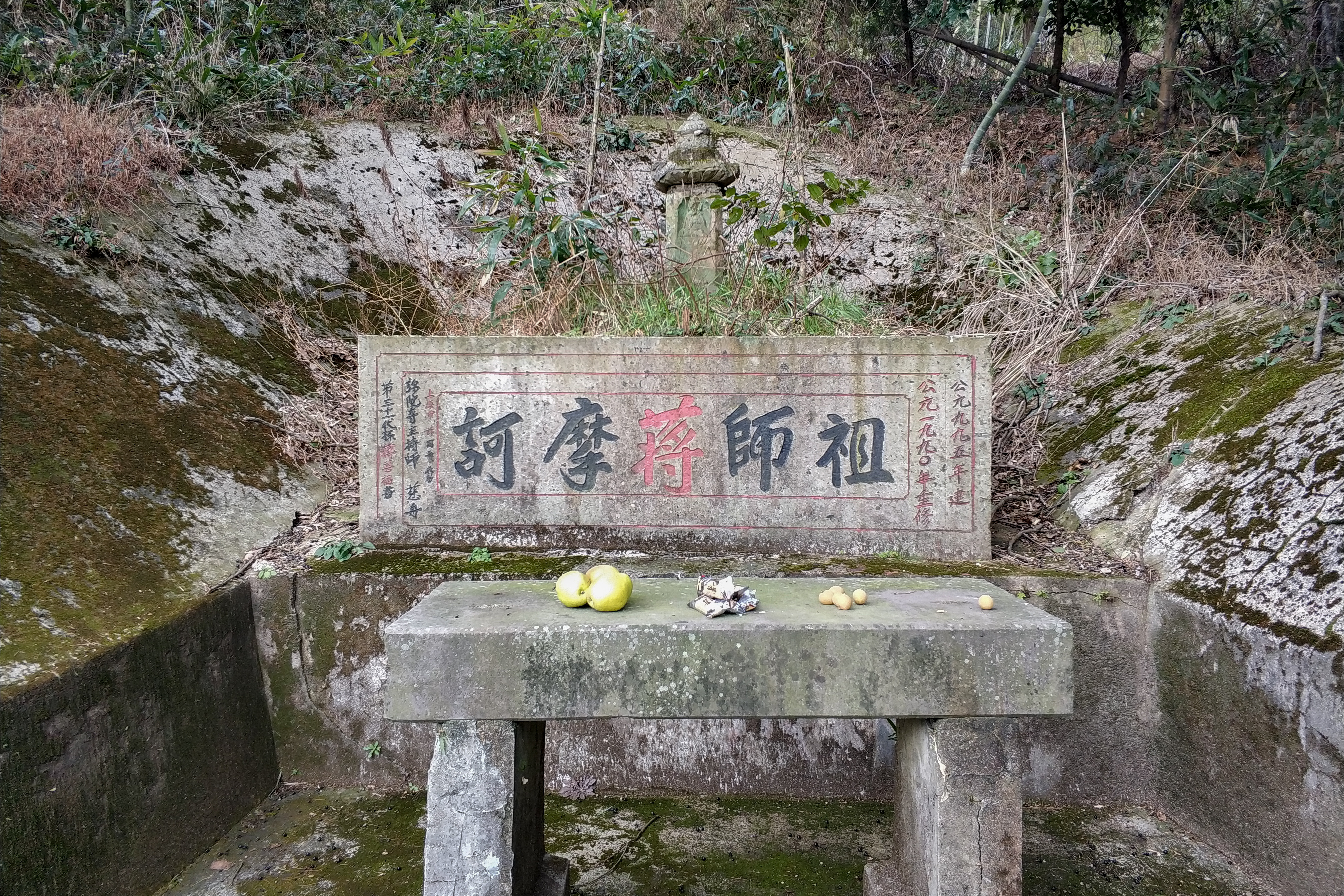
位于宁波市鄞州区小盘山蒋宗霸墓

蔣宗霸，字必大，明州奉化縣（今浙江省宁波市奉化区）人，五代後梁政治人物。北宋金紫光祿大夫蔣浚明之祖父。

## 先祖
東漢時，蔣澄定居在會稽郡陽羡縣徐舍鎮，封𠙶亭鄉侯，後裔於晉朝時遷至天台山所在的始豐縣。到第五代蔣顯，任鄮縣鹽倉監，全家搬至鄮縣。蔣顯兒子蔣光在五代後梁時，又移居奉化縣，成為奉化蔣氏始祖。

## 經歷
蔣光次子蔣宗霸，慈善溫順，而且敬神信佛。因祖上曾封侯為官，被選為明州評事，到明州上任。職位不高，專事決斷疑獄。終因「評議」不當，不善理案為由，遭黜罷官。從此洞悉人世，棄家出走，皈依佛門。在鄞縣小盤山上自築一間小庵，在裡面隱居靜修。常口誦“摩訶般若波羅密多”，這是梵文佛經音譯（意為“大智慧到彼岸”）。
蔣宗霸自稱是「摩訶居士」，鄉人稱他為「蔣摩訶」。他在剡溪旁遇到「布袋和尚」，拜之為師。隨之雲遊三年。相傳在後梁貞明二年（916年），一日兩人共浴奉化縣長汀溪中，蔣宗霸看見布袋和尚背上有四目。民間相傳，布袋和尚是彌勒佛化身。

## 身後
蔣宗霸晚年在鄞縣小盤山建彌陀寺，死後葬在小盤山上。
中華民國先總統蔣中正是蔣宗霸的後代。